# Rhaphidorrhynchium percondensatum
Rhaphidorrhynchium percondensatum là một loài Rêu trong họ Sematophyllaceae. Loài này được (Müll. Hal.) Broth. miêu tả khoa học đầu tiên năm 1925.